# レオポルト・ハーガー
レオポルト・ハーガー（Leopold Hager, 1935年10月6日 ザルツブルク - ）はオーストリアの指揮者。ウィーン古典派（ハイドン、モーツァルト、ベートーヴェン、シューベルト）の解釈によって知られる。

## 人物・来歴
1949年から1957年までザルツブルク・モーツァルテウム大学にて鍵盤楽器（ピアノ、オルガン、チェンバロ）の演奏ならびに指揮法を学ぶかたわら、ベルンハルト・パウムガルトナー、ゲルハルト・ヴィンベルガー、ツェザール・ブレスゲン、ヨハン・ネポムク・ダーフィト、エゴン・コルナウトに作曲を師事。
1957年から1962年までマインツ市立劇場にて指揮者助手に任用され、1962年から1964年までリンツ国立歌劇場を指揮した後、1964年から1965年までケルン歌劇場の首席指揮者に任命される。その後は、1965年から1969年までフライブルク歌劇場の総監督に就任し、1969年から1981年までザルツブルク国立歌劇場とザルツブルク・モーツァルテウム管弦楽団の首席指揮者を務める。1976年10月にニューヨーク・メトロポリタン歌劇場にデビューし、《フィガロの結婚》を指揮。1981年にルクセンブルク放送交響楽団（現ルクセンブルク・フィルハーモニー管弦楽団）の首席指揮者に就任。欧米のその他のオペラハウスやオーケストラ（ベルリン・フィルハーモニー管弦楽団、ウィーン・フィルハーモニー管弦楽団など）にも客演指揮者として迎えられている。2005年から2008年までウィーン・フォルクスオーパーの音楽監督を務めた。
2004年までウィーン国立音楽大学にて指揮法の指導を行う。以前にクラウディオ・アバドやヘルベルト・フォン・カラヤン、ズービン・メータらが担当した伝説的な講義に連なるもので、クレメンス・クラウスやハンス・スワロフスキーらの著名な教師による直系の長い伝統を続けるものだった。